# Gare d'Ingrandes-sur-Vienne
Ne doit pas être confondu avec Gare d'Ingrandes-sur-Loire ou Gare d'Ingrandes - Mérigny.
La gare d'Ingrandes-sur-Vienne est une gare ferroviaire française de la ligne de Paris-Austerlitz à Bordeaux-Saint-Jean, située sur le territoire de la commune d'Ingrandes, dans le département de la Vienne, en région Nouvelle-Aquitaine.
Elle est mise en service en 1851 par la Compagnie du chemin de fer du Centre et devient, en 1852, une gare de la Compagnie du chemin de fer de Paris à Orléans (PO).
C'est une halte de la Société nationale des chemins de fer français (SNCF), desservie par des trains régionaux du réseau TER Nouvelle-Aquitaine.

## Situation ferroviaire

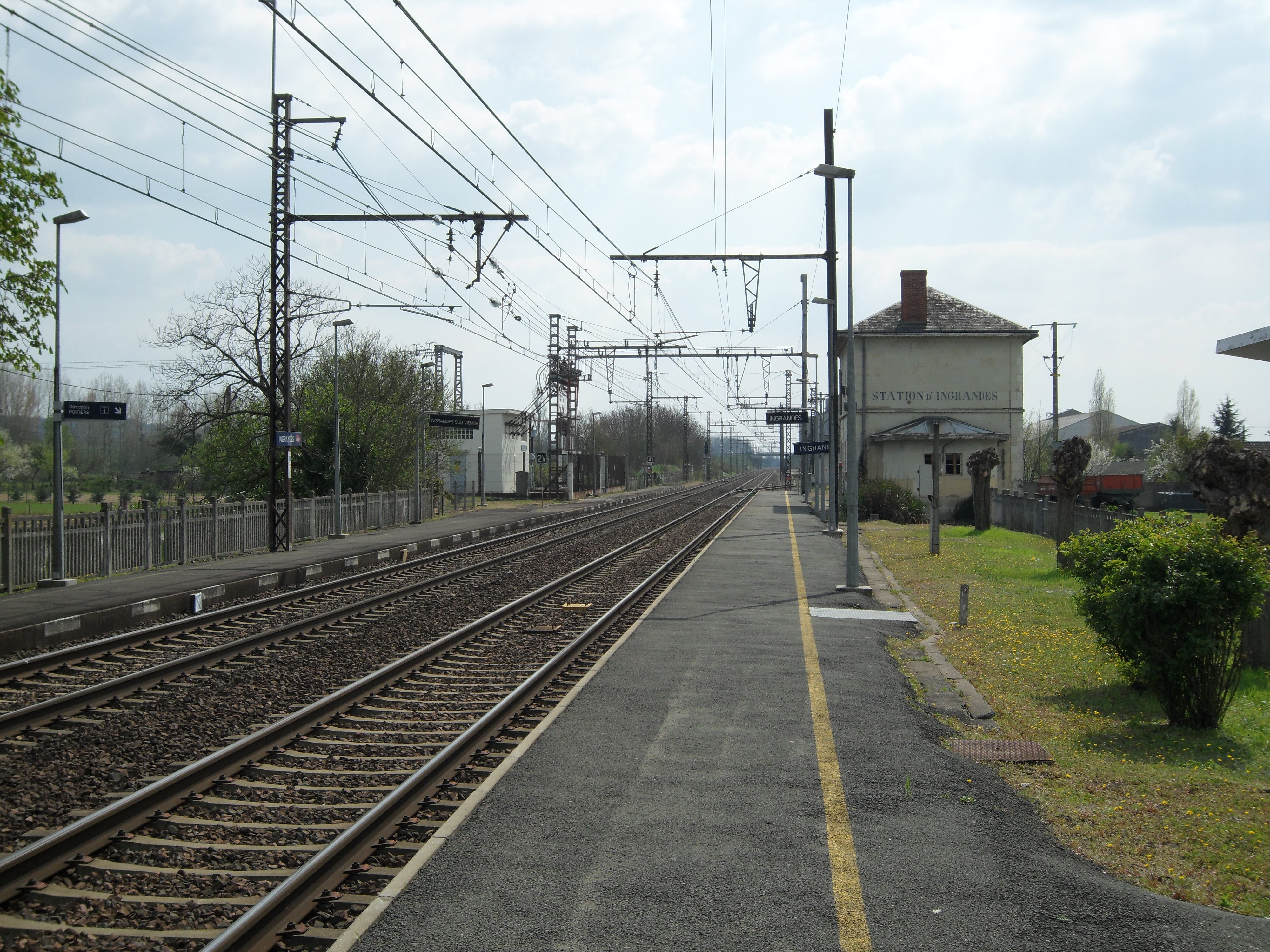
Quais de la halte en regardant vers Poitiers, avec l'ancien bâtiment voyageurs.

Établie à 51 mètres d'altitude, la gare d'Ingrandes-sur-Vienne est située au point kilométrique (PK) 296,956 de la ligne de Paris-Austerlitz à Bordeaux-Saint-Jean, entre les gares ouvertes des Dangé, dont elle était séparée par la gare de Saint-Ustre (fermée), et de Châtellerault.

## Histoire
La « station intermédiaire d'Ingrandes » est mise en service le 15 juillet 1851 par la Compagnie du chemin de fer du Centre, lorsqu'elle ouvre à l'exploitation le deuxième tronçon, de Tours à Poitiers, de sa ligne d'Orléans à Bordeaux. Le bâtiment, à trois ouvertures, un étage et une toiture à quatre pans, est réalisé, suivant les instructions de la Compagnie, par les entreprises Lesourd et Autellet.
Le 27 mars 1852, elle devient une gare du réseau de la Compagnie du chemin de fer de Paris à Orléans (PO).
En 2022, selon les estimations de la SNCF, la fréquentation annuelle de la gare était de 5 761 voyageurs. contre 5 013 en 2018.

## Service des voyageurs

### Accueil
Halte SNCF, c'est un point d'arrêt non géré (PANG), équipé de deux quais avec abris.

### Desserte
Ingrandes-sur-Vienne est desservie par des trains du réseau TER Nouvelle-Aquitaine circulant entre Tours et Poitiers. L'offre ne comporte qu'un train le matin dans le sens Tours - Poitiers du lundi au samedi et deux trains quotidiens dans le sens Poitiers - Tours (un le midi et un le soir).

### Intermodalité
Le stationnement des véhicules est possible à proximité.